# 馬布爾黑德 (伊利諾伊州)
馬布爾黑德（英語：Marblehead）是位於美國伊利諾伊州亞當斯縣的一個非建制地區。該地的面積和人口皆未知。

## 地理
馬布爾黑德的座標為39°50′23″N 91°22′07″W / 39.83972°N 91.36861°W，而該地的平均海拔高度為150米（即492英尺）。